# 박금희

박금희(생년 미상~)은 조선민주주의인민공화국의 정치인이며, 최고인민회의 부의장이다.

## 생애
2014년에 최고인민회의 대의원으로 선출되었으며, 평양교원대학에서 교수로 근무하다가 동 대학의 학장으로 임명되었다. 2019년에는 최고인민회의 부의장으로 임명되었다.